# Tellina mera
Tellina mera  — вид морських двостулкових молюсків ряду Венероїдні (Veneroida). Вид зустрічається у  Карибському морі та  Мексиканській затоці на глибині до 9 м.
Мешкає у піску та мулі, висовуючи назовні лише сифон. Тіло завдовжки до 1,2 см.